# قصر أسليم آيت إشو
قصر أسليم آيت إشو هو قصرٌ (قريةٌ محصنة) في المغرب، يقعُ في منطقة جهة درعة تافيلالت. تبلغ مساحته 0.16 هكتار.